# درة غايلان (قيلاب)
درة غایلان (بالفارسية: دره‌گایلان) هي قرية تقع في قسم قيلاب الريفي، بمقاطعة أنديمشك التابعة لمحافظة خوزستان، إيران. يقدر عدد سكانها بـ 63 نسمة حسب الإحصاء السكاني الذي تمّ في عام 2006.